# Royaume de Parisos
Années 970 – 1004
Entités précédentes :
- principauté de Parisos

Entités suivantes :
- Royaume bagratide d'Arménie

Le royaume de Parisos (Parisos, Parnes, arménien : Փառիսոս, Փառնես) est un État féodal qui a existé du milieu des années 970 ou au début des années 980 (?) jusqu'en 1003-1004. 
Le royaume de Parisos s'appelait également Gardman, selon le lieu de résidence des rois, dans la forteresse de Parisos ou dans la forteresse de Gardman, situées l'une à côté de l'autre (le district moderne de Dashkesan de la République d'Azerbaïdjan). Le royaume de Parisos a été formé au milieu des années 70 ou au début des années 80 du Xe siècle. Au moment où l'ère de la fragmentation féodale en Arménie atteint son apogée, à la suite de l'unification de deux principautés arméniennes médiévales : Parisos (Gardman) et Sevordik, à qui appartenaient Tavush et Shamkir (Shamkhor). Le royaume était situé sur le territoire de deux anciennes provinces (ashkhars) arméniennes, Artsakh et Outik. Au sud, il bordait la principauté de Khatchen, à l'ouest - avec les possessions des Bagratides (Ani) shahinshahs, au nord avec le royaume de Tashir-Dzoraget, à l'est, à côté de l'émirat de Ganja et le long du fleuve Koura avec le royaume albanais-arménien Kambechan (Cambisene), il y avait sa dynastie dirigeante Smbatean-Haykides.

## Histoire
En 958, à la suite de l'unification de deux cantons Parisos et Kogt (province d'Artsakh) par le prince Hovhannes-Senekerim, la principauté de Parisos se présenta, dans laquelle les descendants de Haykides-Arranshahis Smbatean, du royaume Shaki-Kambisen (Campehcan) commencèrent à régner, descendants du plus ancien royal arménien de Haykides. Le royaume de Parisos a été fondé par le prince de Parisos Smbat, lorsque Smbat a réuni ses biens avec la principauté de Sevordik, dont les dirigeants et la population provenaient de la tribu hongroise arménianisée de Sevord, qui s'installa en Arménie aux VIe et VIIe siècles de notre ère. Il a été reconnu comme un roi et soutenu par l'empire Byzantin et les Ravvadides. Smbatu a été remplacé par ses fils Senekerim et Grigor. Avec leur mort en 1003 et 1004, la dynastie des Haykides parisosien disparaît et leur royaume passe sous le contrôle du shahinshah Bagratuni, qui le capture lors d'une campagne militaire,,.